# Rudolf-Diesel-Gedächtnishain

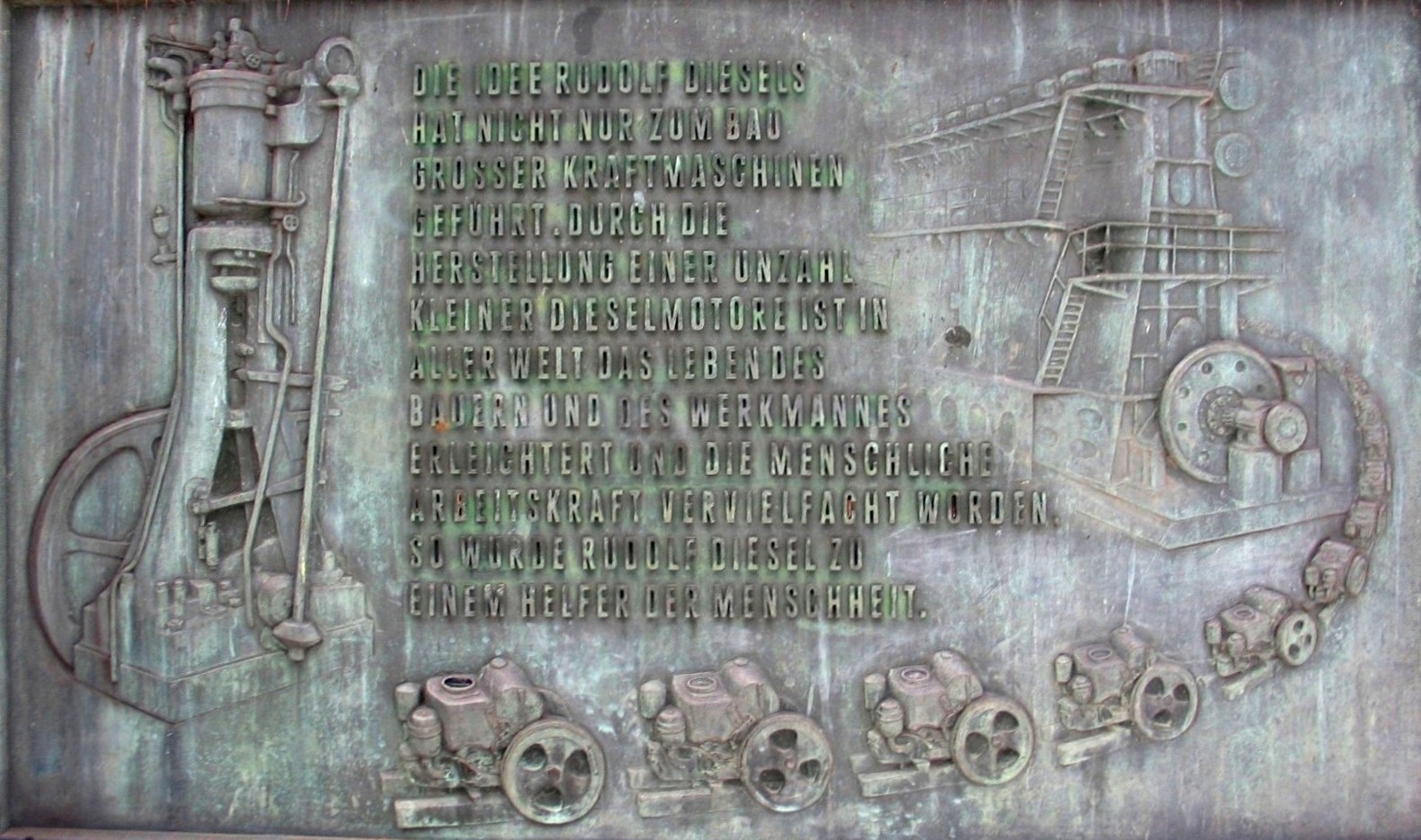
Gedenktafel aus Bronze

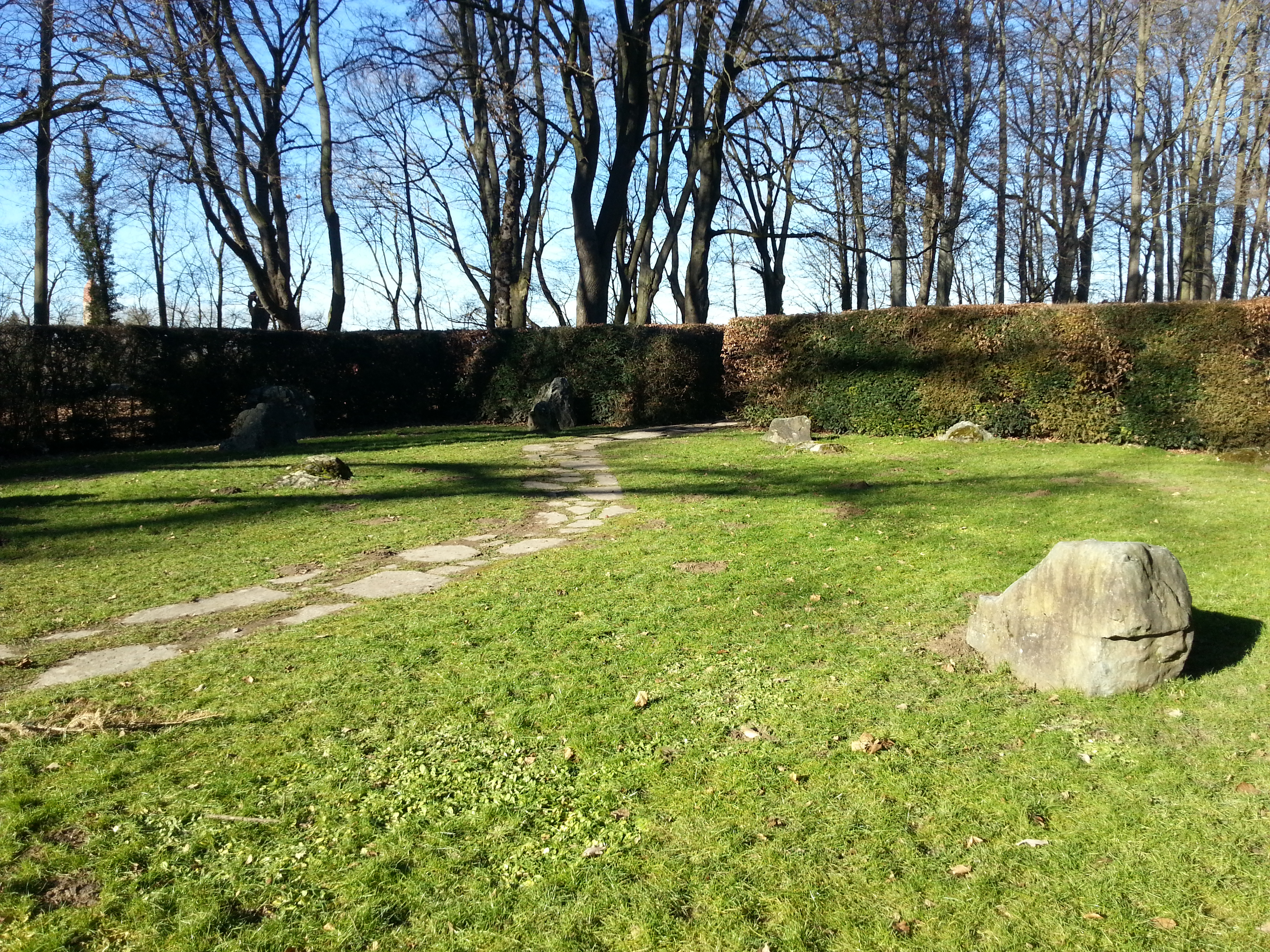
Blick in den Gedächtnishain

Der Rudolf-Diesel-Gedächtnishain ist ein öffentlich zugänglicher japanischer Garten, der zu Ehren des Erfinders Rudolf Diesel in Augsburg errichtet wurde. Er befindet sich am südwestlichen Rand des Wittelsbacher Parks und besteht seit 1957.

## Geschichte
Magokichi Yamaoka, Gründer des japanischen Maschinenbauunternehmens Yanmar, besuchte 1953 im Zuge einer Europareise Augsburg und beabsichtigte, dort den Erfinder des Dieselmotors zu ehren. Da es in der Stadt jedoch kein Ehrenmal für Rudolf Diesel gab, fasste Yamaoka den Entschluss, selbst eines errichten zu lassen. Es sollte 1957 eingeweiht werden und damit sowohl den 100. Geburtstag Rudolf Diesels und den 60. Jahrestag des Dieselmotors ehren als auch die Freundschaft zwischen dem deutschen und dem japanischen Volk festigen.
Yamaoka erteilte dem Architekten Sakakura Junzō den Auftrag, einen traditionellen japanischen Garten zu entwerfen. In der Mitte wurde ein großer Hauptstein aufgestellt, der ein Profilrelief von Rudolf Diesel trägt. Um ihn herum plante der Architekt die Anordnung von 56 Steinen unterschiedlicher Größe. Dazwischen führt ein Weg aus Steinplatten durch die Anlage.
Der Gedächtnishain wurde zunächst in Japan aufgebaut und am 10. Dezember 1956 eingeweiht. Nach einigen Wochen erfolgte der Abbau und Transport nach Augsburg. Dort baute man die Anlage in der exakt gleichen Anordnung im Wittelsbacher Park wieder auf. Am 5. und 6. Oktober 1957 erfolgte die feierliche Übergabe des japanischen Gartens.